# بهترین بازیکن باشگاهی سال یوفا
بهترین بازیکن باشگاهی سال یوفا (به انگلیسی: UEFA Club Footballer of the Year)، عنوان جایزه‌ای بود که هر ساله توسط یوفا به بهترین بازیکن لیگ قهرمانان اروپا، در آن فصل اهدا می‌شد. لیستی که یوفا منتشر می‌کرد شامل بهترین دروازه‌بان، بهترین مدافع، بهترین هافبک و بهترین مهاجم بود که از بین این‌ها یا از بازیکنان دیگر، یک بازیکن به عنوان بهترین بازیکن سال انتخاب می‌شد. در سال ۲۰۱۱، جایزه بهترین بازیکن مرد سال یوفا جایگزین این جایزه شد.

## برندگان
| فصل     | کشور     | بازیکن            | پست       | باشگاه         | همچنین برندهٔ عنوان |
| ------- | -------- | ----------------- | --------- | -------------- | ------------------ |
| ۱۹۹۷–۹۸ | برزیل    | رونالدو           | مهاجم     | اینتر میلان    | بهترین مهاجم       |
| ۱۹۹۸–۹۹ | انگلستان | دیوید بکهام       | هافبک     | منچستر یونایتد | بهترین هافبک       |
| ۱۹۹۹–۰۰ | آرژانتین | فرناندو ردوندو    | هافبک     | رئال مادرید    |                    |
| ۲۰۰۰–۰۱ | آلمان    | اشتفان افنبرگ     | هافبک     | بایرن مونیخ    |                    |
| ۲۰۰۱–۰۲ | فرانسه   | زین‌الدین زیدان    | هافبک     | رئال مادرید    |                    |
| ۲۰۰۲–۰۳ | ایتالیا  | جانلوئیجی بوفون   | دروازه‌بان | یوونتوس        | بهترین دروازه‌بان   |
| ۲۰۰۳–۰۴ | پرتغال   | دکو               | هافبک     | پورتو          | بهترین مدافع       |
| ۲۰۰۴–۰۵ | انگلستان | استیون جرارد      | هافبک     | لیورپول        |                    |
| ۲۰۰۵–۰۶ | برزیل    | رونالدینیو        | مهاجم     | بارسلونا       |                    |
| ۲۰۰۶–۰۷ | برزیل    | کاکا              | هافبک     | آ. ث میلان     | بهترین هافبک       |
| ۲۰۰۷–۰۸ | پرتغال   | کریستیانو رونالدو | مهاجم     | منچستر یونایتد | بهترین مهاجم       |
| ۲۰۰۸–۰۹ | آرژانتین | لیونل مسی         | مهاجم     | بارسلونا       | بهترین مهاجم       |
| ۲۰۰۹–۱۰ | آرژانتین | دیگو میلیتو       | مهاجم     | اینتر میلان    | مهاجم              |

### بر پایه کشور
| کشور     | بازیکنان |
| -------- | -------- |
| آرژانتین | ۳        |
| برزیل    | ۳        |
| انگلستان | ۲        |
| پرتغال   | ۲        |
| آلمان    | ۱        |
| فرانسه   | ۱        |
| ایتالیا  | ۱        |

### بر پایه باشگاه
| باشگاه         | بازیکنان |
| -------------- | -------- |
| منچستر یونایتد | ۲        |
| اینتر میلان    | ۲        |
| رئال مادرید    | ۲        |
| بارسلونا       | ۲        |
| بایرن مونیخ    | ۱        |
| یوونتوس        | ۱        |
| پورتو          | ۱        |
| لیورپول        | ۱        |
| میلان          | ۱        |